# Melanchra pulchra
Melanchra pulchra är en fjärilsart som beskrevs av Edward Alfred Cockayne 1946. Melanchra pulchra ingår i släktet Melanchra och familjen nattflyn. Inga underarter finns listade i Catalogue of Life.